# Aega punctulata
Aega punctulata är en kräftdjursart som beskrevs av Edward John Miers 1881.
Aega punctulata ingår i släktet Aega och familjen Aegidae. Inga underarter finns listade i Catalogue of Life.